# Merrick McHenry
Merrick McHenry (17 ottobre 2000) è un pallavolista statunitense, centrale del Nice.

## Biografia
È apertamente omosessuale.

## Carriera

### Club
Muove i primi passi nei tornei scolastici del Texas, giocando per la Lawrence Dale Bell HS, e parallelamente si disimpegna a livello giovanile con l'Austin Juniors. Approda poi nella lega universitaria NCAA Division I, facendo parte della UC Los Angeles: dopo aver saltato la stagione 2020, gioca per i Bruins fino al 2024, vincendo due titoli nazionali consecutivi e ricevendo diversi riconoscimenti individuali.
Nella stagione 2024-25 inizia la sua carriera da professionista nella Ligue A francese, ingaggiato dal Nice.

### Nazionale
Nel 2021 debutta in nazionale in occasione del campionato nordamericano, andando poi a conquistare la medaglia di bronzo alla NORCECA Final Six, dove viene insignito del premio come miglior centrale, bissandola nell'edizione successiva. Dopo aver vinto un altro bronzo alla Coppa panamericana 2022, vince l'oro alla NORCECA Final Six 2023 e l'argento alla Coppa panamericana 2024.

## Palmarès

### Club
- NCAA Division I: 2

2023, 2024

### Nazionale (competizioni minori)
- NORCECA Final Six 2021
- NORCECA Final Six 2022
- Coppa panamericana 2022
- NORCECA Final Six 2023
- Coppa panamericana 2024

### Premi individuali
- 2021 - NORCECA Final Six: Miglior centrale
- 2022 - All-America First Team
- 2023 - All-America First Team
- 2024 - All-America First Team
- 2024 - NCAA Division I: Long Beach National All-Tournament Team